# Шубинский, Николай Петрович (Почётный опекун)
Шубинский Николай Петрович (1782 — 25 января (6 февраля) 1837, Москва) — жандарм, главный надзиратель Императорского Московского воспитательного дома, почётный опекун Московского опекунского совета, действительный статский советник. Отец историка Сергея Николаевича Шубинского.

## Биография
Средний сын тверского и ярославского помещика, отставного прапорщика морских батальонов Петра Иоакимовича Шубинского от брака с девицей Анной Алексеевной Баклановской, дочерью калязинского уездного предводителя дворянства, полковника Алексея Семёновича Баклановского и родной сестрой тверского губернского предводителя дворянства, георгиевского кавалера, ген.-майора Михаила Алексеевича Баклановского. Внук премьер-майора Иоакима Михайлова Шубинского.
Образование получил домашнее, владел французским и немецким языками, увлекался естественными науками (ботаникой и медициной). В 1790 зачислен в службу в лейб-гвардии Измайловский полк по протекции капитана полка Д. И. Волынского, родственника семьи Шубинских. С 30.08.1791 произведён в гвардии сержанты и выдан ему «отпускной» патент («билет») с правом проживания в доме родителей «до окончания наук». С 8.03.1798 вступил в действительную службу унтер-офицером гарнизонного ген.-лейтенанта И. П. Архарова 2-го (Московского гарнизонного) полка; с 14.11.1799 пожалован в офицерский чин прапорщика, с переводом в мушкетёрский ген.-лейтенанта Г. А. Гагемейстера (Алексопольский мушкетёрский) полк; с 24.12.1800 произведён в подпоручики мушкетёрского ген.-майора Н. А. Ловейка полка (Алексопольского мушкетёрского полка); с 26.06.1802 назначен на должность батальонного адъютанта; с 16.11.1802 уволен в 4-месячный отпуск; с 7.07.1803 произведён поручиком, с оставлением в должности; с 31.03.1805 в том же чине назначен адъютантом шефа того же — Алексопольского пехотного полка, ген.-майора Н. А. Ловейко; с 4.07.1806 произведён в штабс-капитаны, с оставлением в должности. Участник Русско-турецкой войны 1806—1812 гг.: в кампанию 1807 года в составе Дунайской армии, за сражение под Измаилом (17.03.1807), был представлен к награждению золотым оружием с надписью — «За храбрость», однако, по неизвестным причинам, оно не было ему выдано; с 23.10.1807 пожалован, за отличие, капитаном того же полка; в связи с просьбой больного отца о принятии управления над имениями, с 21.03.1809, по прошению, вышел в отставку, с пожалованием чина майора.
После отставки поселился в имении родителей — сельце Богоявленском Кашинского уезда Тверской губернии и занялся делами имущественного семейного управления. C началом Отечественной войны 1812 вернулся на службу в составе Тверского ополчения (его шурин — ген.-майор М. А. Баклановский, был назначен командиром 1-го пехотного полка Тверского ополчения). По прошению от 22.06.1812, назначен к формированию Тверского временного егерского батальона имени Её Императорского Высочества великой княгини Екатерины Павловны, герцогини Ольденбургской, сформированного в июле — ноябре 1812 года попечением великой княгини, проживавшей в г. Твери. Высочайшим приказом от 21.10.1812, из отставных майоров зачислен в действительную службу майором формируемого батальона. Участник Зарубежных походов 1813—1814: особенно отличился в сражениях при Люцене, под Бауценом, Кенигштейном, Дрезденом, Кульмом, и Лейпцигом: 15.09.1813 награждён, за отличие, орденом Святого Владимира 4-й ст. с бантом; 29.09.1813 награждён, за отличие, орденом Святой Анны 2-й ст. и 19.10.1813 награждён, за отличие, золотой шпагой с надписью — «За храбрость»; 30.05.1814 награждён, за отличие, прусским орденом «За заслуги (Военное достоинство)» 2-й ст. С 29.06.1814 пожалован, за отличие, чином армии подполковника, с назначением на должность заместителя батальонного командира — князя Александра Петровича Оболенского, вместо выбывшего за ранами майора Александра Андреевича Ковалевского; также был награждён австрийским рыцарским крестом 3-й ст. (Императорский орден Леопольда II), золотой медалью «За взятие Парижа 19 марта 1814» и бронзовой медалью «В память Отечественной войны 1812» на Владимирской ленте. Высочайшим приказом от 1.03.1815, из подполковников Тверского временного егерского батальона, по прошению, уволен от службы с мундиром.
Н. П. Шубинский, будущий начальник московских жандармов и борец с антиправительственным подпольем, в Тверском Егерском батальоне имени великой княгни Екатерины Павловны сражался с французами плечом к плечу со своим сослуживцем — Сергеем Ивановичем Муравьевым-Апостолом, одним из будущих главных предводителей декабристов, повешенным на кронверке Петропавловской крепости, а тогда штабс-капитаном Тверского егерского батальона, подчиненным Н. П. Шубинского.
В конце февраля 1816 года женился на девице Клавдии Николаевне Новосильцовой, поселившись в имении жены — сельце Калабриево Кашинского уезда (впоследствии Калязинского уезда) Тверской губернии, в котором жил до 1826 года. В 1817 участвовал в выборах депутатов от дворянства по Кашинскому уезду, в котором тогда был малопоместным помещиком (10 душ); с 1821 по 1826 год избирался предводителем дворянства Калязинского уезда. В том же — Калязинском у., чете Шубинских принадлежало имение, перешедшее к Клавдии Николаевне по наследству из рода её родственников, по отцовской линии, дворян Нелидовых и Заборовских, — сельцо Скарятино, с деревнями Соколовой, Лисуновой, Тимониной и пустошью Артемовой; был помещиком Мышкинского и Даниловского уездов Ярославской губернии; вместе с супругой ему принадлежало 420 крепостных душ муж. пола, несколько домовладений и пустопорожняя дворовая земля в Москве и имение в Богородском уезде Московской губернии.
По личному приглашению шефа Отдельного корпуса жандармов — графа А. Х. Бенкендорфа, в 1826 вновь вступил в службу штаб-офицером 2-го округа (Московского) штаба Отдельного корпуса жандармов (ОКЖ). Из отставных подполковников, с производством в чин полковника по Корпусу жандармов, с 15.02/13.03.1827 по 12.1831/01.1832 года служил начальником 1-го отделения (Ярославской губернии) 2-го округа штаба ОКЖ; в декабре 1831 был утвержден к переводу в Москву; с января 1832 по май 1835 года служил штаб-офицером 2-го округа штаба ОКЖ, нередко исправляя должность начальника штаба 2-го округа (г. Москвы и Московского у.); в 1834 утверждён начальником (управляющим) 2-го округа штаба ОКЖ. Член московских следственных комиссий 1831—1835 годов: по делам революционных кружков Н. П. Сунгурова, А. И. Герцена, Н. П. Огарёва и др.; по делам касательно слухов о пытках в доме московского ген.-губернатора при производстве следствий; по делам о пожарах и др. Высочайшим приказом от 7.04.1835, по Корпусу жандармов, пожалован кавалером ордена Святой Анны 2-й ст. с императорской короной. В том же — 1835, награждён знаком отличия «Беспорочная служба XV».
По личному приглашению председателя Московского опекунского совета и попечителя Московского учебного округа, действительного тайного советника князя С. М. Голицына, и высочайше утвержденному 20.01.1835 представлению статс-секретаря по делам императрицы Марии Фёдоровны, члена Государственного совета, действительного тайного советника Г. И. Вилламова, высочайшим указом от 29.05.1835, по Московскому опекунскому совету, из жандармских полковников пожалован в чин действительного статского советника и назначен исправляющим должность главного надзирателя (директора) Императорского Московского воспитательного дома; высочайшим указом от 24.11.1835, по Московскому опекунскому совету, утверждён в должности. В конце декабря 1836 года, по ходатайству графа А. Х. Бенкендорфа, и по представлению князя С. М. Голицына, высочайше был утверждён на должность почётного опекуна Московского опекунского совета. Однако, в должность не вступил, в связи со скоропостижной кончиной в январе 1837 года в доме своих близких родственников — Арсеньевых. Скончался в Москве, был похоронен в имении сельца Калабриево.
Жена — Клавдия Николаевна Новосильцова, в замужестве Шубинская (1799—1840), действительная статская советница. Единственная дочь отставного сек.-майора Николая Николаевича Новосильцова и девицы Варвары Михайловны Ртищевой; по отцу — внучка калязинского городничего, коллежского асессора Николая Ивановича Новосильцова, по матери — внучка кашинского земского исправника, титулярного советника Михаила Никитича Ртищева. Помещица сельца Калабриево (Калабрево) Расловской волости Калязинского уезда Тверской губернии; сельца Скарятино с деревнями Лесуново, Соколово и Тимонино Поречской волости того же уезда; сельца Лосево Корчевского уезда Тверской губернии. Московская домовладелица.
В браке с К. Н. Шубинской имел пятерых сыновей: Николая (1817 г.р.), Петра (1826 г.р.), Александра (1826 г.р.), Дмитрия (1829 г.р.), Сергея (1834 г.р.) — и четырёх дочерей: Анну (1819 г.р.), в замужестве княгиня Оболенская, в семье которой воспитывался малолетний брат — Сергей, будущий русский историк; Клавдию (1823 г.р.), в замужестве Ломакина; Елизавету (1827 г.р.), в замужестве Русанова; Екатерину (г. р.?), в замужестве Данилова.
Род подполковника Н. П. Шубинского, по его прошению, в июне 1818 был внесен в VI ч. ДРК Тверской губ. по Кашинскому уезду.

## Корпус жандармов
Н. П. Шубинский — весьма примечательная фигура в истории Отдельного корпуса жандармов, и его приглашение на службу лично графом А. Х. Бенкендорфом, хорошо знавшим Шубинского, не было случайно.
Ещё до создания этого органа власти и поступления на службу в корпус, Н. П. Шубинский отличился, проведя военно-полицейскую операцию в родной Тверской губернии. Неподалеку от села Калабриево, в котором жила семья подполковника, при Троицком монастыре, находилось большое казённое село Троица-Нерль Поречской волости Калязинского уезда, через которое проходил большой Угличский тракт. Это село в начале XIX столетия представляло собой весьма своеобразный населенный пункт, основным занятием жителей которого был разбой и убийства с целью грабежа проезжавших путников. Масштаб преступлений достиг таких размеров, что местная власть была вынуждена установить на тракте с двух сторон села красные столбы с предупреждением, что останавливаться здесь на ночь опасно для жизни. Шубинский, однажды став невольным свидетелем ограбления и убийства двух проезжавших монахов Троицкого монастыря, неожиданно для окружающих обывателей и соседей-помещиков собрался и уехал в С.-Петербург, где добился приема у министра внутренних дел. Итогом этой поездки стало высочайшее повеление о создании специальной следственной комиссии по расследованию преступлений, совершавшихся по соседству с имением Шубинского. Подполковник был назначен членом этой комиссии, а в село Троице-Нерль направили казачью сотню для обеспечения следственных действий. В течение года, пока шло расследование, у обывателей села провели повальные обыски, которые выявили ужасающие улики: «во дворах и на задворках многих домов найдены были трупы убитых и изувеченных людей, зарытых тут же убийцами. Из реки Нерли, по имени которой названо село, во множестве были вынуты части изрубленных экипажей, сундуков и прочих предметов, принадлежавших разновременно убитым и ограбленным проезжавшим лицам».
Результатом расследования этих преступлений стало публичное битье кнутом главных виновников убийств и вечная ссылка в Сибирь 14-ти крестьянских семей. Менее виновные и их пособники, не замешанные в убийствах, а только участвовавшие в грабежах, были сосланы на поселение или заключены в тюремные остроги на продолжительные сроки. Такими решительными мерами Н. П. Шубинский восстановил безопасность не только транзитной дороги, но и жизни окрестных деревень и сел. А кроме того, для местных помещиков вопрос о том, кто достоин возглавить уездное дворянство, отпал сам собой. Когда семья подполковника стала подыскивать себе город, в который можно было переехать, чтобы дать подрастающим детям подобающее воспитание и образование, отставной Николай Петрович обратился к графу А. Х. Бенкендорфу за советом по поводу определения на государственную службу, а Бенкнендорф сразу же предложил ему вакансию в только что созданном Отдельном корпусе жандармов.
В жандармской службе привыкший к порядку военного офицера Н. П. Шубинский также проявил себя с лучшей стороны. Он стоял у истоков организации русской школы и разработки методов агентурной работы охранных отделений как одного из наиболее эффективных средств борьбы с либералами и революционерами, что подтвердило дело «Об аресте некоторых студентов Московского университета», которое Шубинский расследовал в 1831 в связи с розыском в Москве авторов и распространителей «пасквильных стихов». В ходе расследования за группой подозреваемых студентов был установлен секретный полицейский надзор. Для выявления и доказательства причастности «словесных вольнодумцев» к антиправительственной пропаганде в их среду был внедрен агент охранки, по профессии вольнонаёмный механик, который у себя на квартире организовал собрание революционного кружка. Для того чтобы «удостовериться лично в справедливости исполнения злоумышленных песен», Шубинский принял решение разместить в соседней комнате переодетых жандармов, которые должны были, подслушав спровоцированный внедренным агентом разговор, взять «под караул преступников». Разработанная операция прошла успешно и стала наглядным пособием по использованию жандармами в борьбе с противниками царской власти такого метода агентурной работы, как провокация. Вскоре, пользуясь этим методом агентурной работы, жандармы пресекли антиправительственную деятельность одного из первых и наиболее известных тайных литературно-политических кружков России, во главе которого стоял выпускник Царскосельского лицея и С.-Петербургского университета Михаил Буташевич-Петрашевский.
Н. П. Шубинский, переведенный из Ярославля в Москву, считался одним из самых опытных, авторитетных и пользующихся уважением в обществе жандармов на рубеже 1820-х — 1830-х гг. В русском обществе отношение к деятельности жандармов в то время, несмотря на сложившиеся позднее стереотипы, не было однозначно негативным. Это касается не только большинства обывателей, но и первого сословия, среди которого сторонников свержения монархии было меньшинство. Такое неоднозначное отношение общества к жандармам было связано не столько с борьбой с революционерами, сколько с теми важными задачами, которые в то время решал Корпус жандармов. Н. П. Шубинский, до перевода в Москву возглавлявший 1-е (Ярославское) отделение 2-го (Московского) жандармского округа, занимался самыми разными делами: от поимки вора Алексея Орлова, известного в Ярославской губернии под кличкой Алешка-Дьячок, до раскрытия коррупционного синдиката местных чиновников по торговле рекрутами; от расследования незаконных отказов погоревшим крестьянам в казённом лесе в Тверской губернии, до примирения через своё посредничество ярославского гражданского губернатора, тайного советника К. М. Полторацкого, с губернским предводителем дворянства, действительным статским советником князем С. Н. Урусовым; от борьбы с эпидемиями холеры, до провоза через Ярославль ссыльных декабристов, в частности М. С. Лунина, — и множеством других дел.
В отчете III отделения С. Е. И. В. канцелярии за 1832 деятельности Н. П. Шубинского давалась самая высокая оценка: «своими действиями он приобрел всеобщее уважение в Ярославской губернии». Когда стало известно о переводе жандармского полковника на службу в Москву, благодарное ярославское дворянство преподнесло ему торжественный адрес в «изъявление признательности за полезные действия при исполнении им должности Ярославского и Тверского губернского жандармского начальника, которую он занимал с 15.02.1827 по январь 1832». В адресе ярославского дворянства говорилось: «чиновник сей, в продолжение четырёхлетнего, по возложенной на него должности, пребывания в Ярославле, на опыте показал, что бескорыстие, человеколюбие и помощь, чуждые всякого пристрастия, составляют отличительные черты его характера. Он всякого прибегающего к нему принимал с кротостию и доброхотством; ходатайствовал за истину, закон и порядок; искал сирых в самых жилищах их, и через его попечение многие бедные семейства получили от Высочайших щедрот вспоможение, вдовицы и сироты — покров и призрение; многие случаи сделать добро ближнему употреблены им с существенною пользою».
Подносной адрес, подписанный ярославским губернским предводителем дворянства, девятью уездными предводителями и 97 дворянами, был передан гражданскому губернатору Ярославской губернии, который его доставил в столицу, к шефу Корпуса жандармов графу Бенкендорфу. По действующему тогда законодательству, находившимся на службе чиновникам было запрещено принимать подобные благодарности, поэтому начальство Н. П. Шубинского обратилось напрямую к императору с вопросом, как следует поступить в данном случае. На это Николай I, в виде особого исключения повелел: «позволить Вашему Высокоблагородию [Шубинскому], на сей раз, принять вышеупомянутый акт, но с тем, чтобы впредь сего вообще допускаемо не было». Это разрешение достаточно красноречиво свидетельствует о репутации полковника. Служба подобных Шубинскому жандармских офицеров позволила в 1835 главе III отделения, графу А. Х. Бенкендорфу, констатировать: «Именно сими делами приобретается нравственная сила корпуса жандармов, они-то и дают моим подчиненным обширный круг знакомства во всех сословиях и средства привлекать на свою сторону людей благонамеренных».

## Императорский Московский Воспитательный дом
Московский жандармский начальник Н. П. Шубинский, несмотря на диаметрально противоположные характеристики, дававшиеся ему современниками, что связано с его служебными обязанностями, будучи небогатым помещиком, лично не отличался корыстолюбием.
Об этом свидетельствует один из эпизодов его службы уже в бытность главным надзирателем Московского воспитательного дома. При назначении Н. П. Шубинского на эту весьма «доходную» для чиновников того времени должность, император Николай I выказал новоиспеченному действительному статскому советнику озабоченность запущенным состоянием хозяйства этого благотворительного учреждения и постоянным воровством грандиозных казённых сумм, выделяемых на его содержание, которое выражалось в значительных «передержках против смет». Император просил Шубинского навести порядок в хозяйстве Воспитательного дома и, по возможности, «обходиться без сверхсметных расходов».
Шубинский выполнил пожелание императора. На новом месте службы он проявил себя не только как талантливый организатор, но и как хороший хозяйственник, за три года управления Воспитательным домом ни разу не выйдя за рамки определённого казной бюджета на его содержание, при «полном порядке и благоустройстве хозяйственной части», да ещё и сэкономив при этом 80 000 рублей. Император, в 1836 посетив Воспитательный дом, выразил Шубинскому свою благодарность за службу и пожаловал ему из сэкономленных средств 20 000 рублей — весьма существенную сумму для того времени. От них Николай Петрович, впрочем, «отказался, оставив их в пользу Воспитательного Дома, в кассе заведения».

## Семейные связи
- Шубинский Николай Николаевич (13.08.1817 — 1869) — коллежский секретарь, тверской, ярославский и крупный киевский помещик, московский домовладелец. Старший сын главного надзирателя Императорского Московского воспитательного дома, действительного статского советника Николая Петровича Шубинского и девицы Клавдии Николаевны Новосильцовой.

Как сын жандармского полковника, воспитывался на казённом содержании в Благородном пансионе при Московском у-те, преобразованного в Московский дворянский ин-т; по окончании курса Дворянского ин-та, как пансионер, зачисленный в Благородный пансион до его преобразования в дворянскую гимназию, в 1836 произведен в чин губернского секретаря и определён на службу в С.-Петербург, младшим помощником правителя канцелярии с.-петербургского гражданского губернатора М. Н. Жемчужникова; с 2.03.1839 произведён, в награду отлично-усердной службы, в чин коллежского секретаря, и в том же — 1839, переведён на службу чиновником особых поручений канцелярии московского военного ген.-губернатора; по — прошению, вышел в отставку в 1843 в том же чине.
Жил в Москве, в собственном своем доме (наследство от родителей), расположенном в 3-м квартале Мещанской части. После смерти родителей, как старший наследник и брат, совместно с зятем, лейб-гвардии подпоручиком кн. Николаем Ивановичем Оболенским (мужем сестры — Анны), состоял попечителем над младшими своими сестрами и братьями — Петром, Дмитрием и Сергеем Шубинскими, и их общим нераздельным имением, в коем, по 8-й ревизии — 1833, было всего 420 ревизских душ муж. пола. По разделу родительского недвижимого имения, утвержденного 14.12.1843 в Тверской палате гражданского суда, между действительного статского советника Н. П. Шубинского сыновьями: Николаем, Петром, Дмитрием и Сергеем, — и дочерями: Анной, Екатериной, Клавдией и Елизаветой, — наследовал недвижимое имение, состоящее: Кашинского и Калязинского у. у. Тверской губ. в сц. Калабриеве и сц. (дер.) Головкове, с дер. Инарховой и дер. Гари, пустошами Васьковой, Митрофановой, Апаринской и Притыкиной, в коем, по 8-й ревизии, было всего 116 ревизских душ муж. пола, с их женами и детьми, рождёнными после ревизии, крестьянским, гуменным и господским строением и др. угодьями, принадлежащими к оному имению; Мышкинского у. Ярославской губ. в сц. Богоявленском, и Даниловского у. той же губ. в дер. Заболотье и дер. Шупляндове, в коем, по 8-й ревизии, было всего 10 ревизских душ муж. пола; за ним же было недвижимое имение Ярославской губ. Любимского у. Ровенской вол. в с. Покровском, с деревнями Калитино, Поповской и пустошью Филимоново.
Кашинское, калязинское, мышкинское и даниловское имения Н. Н. Шубинский в 1844 продал зятю (мужу сестры) — лейб-гвардии подпоручику кн. Н. И. Оболенскому. Совместно с другим родственником — губернским секретарем Василием Николаевичем Кожиным, калязинским помещиком (деревень Костюшиной и Баркова, Борки тож, ½ пустоши Большой и Малой Мокряги и пустоши Еремцова), а также отставным капитаном Лукой и гвардии поручиком Павлом Александровыми, братьями Кисловскими, по купчей от 10.10.1852, совершенной в Киевской палате гражданского суда, купил крупное родовое имение графини Анны Вацлавны Мнишек, урождённой девицы Ганской (внучка Яна Ганского, чесника Овруцкого; дочь Вацлава Ганского, маршалка Волынского; жена графа Георгия (Юрия) Вандалина Мнишека и падчерица французского романиста и драматурга Оноре де Бальзака), радомысльской, сквирской (Верховенского ключа), бердичевской (Паволочсккого ключа) и житомирской (Пулинского ключа) помещицы, в Горностайпольской волости Радомысльского у. Киевской губ. — с. Горностайполе с окрестными землями (Горностайпольский ключ тож), отказанное в пользу Анны Мнишек её матерью — Евой Адамовной Ганской, урождённой графиней Ржевусской, во втором браке Евой де Бальзак, в коем, по 9-й ревизии — 1850, числилось 1648 ревизских душ муж. пола и земли разного качества 40 633 дес. 699 кв. саж., оцененное в 345 000 руб. сереб., что было эквивалентно 1 207 500 руб. ассигн.
Согласно купчей, Н. Н. Шубинскому, совместно с В. Н. Кожиным, в нераздельном их владении, досталась из владений графини А. В. Мнишек часть недвижимого имения, включавшее в себя собственно с. Горностайполе, с деревнями Дитятки, Грини, Богданы и Пилява, со всеми принадлежащими к ним угодьями, в коем, по 9-й ревизии — 1850 г., было всего 824 ревизских душ муж. пола, а по 10-й ревизии — 1859, было всего 847 ревизских душ муж. пола, с их женами, детьми, имуществом, землей и прочими угодьями. Основную ценность имения представлял строевой лес.
Во время Крымской войны вступил в службу подпоручиком Дружины № 26 Государственного подвижного Тверского ополчения.
Став после отставки от службы крупным киевским помещиком, Н. Н. Шубинский вел расточительный образ жизни, отличался пристрастием к карточной игре, залезал в долги под поручительство родных и знакомых, и был признан несостоятельным должником. В конечном итоге, он попал под уголовное преследование по обвинению в мошенничестве (продаже крестьянам не принадлежащих ему земель) и в апреле 1867, по определению Московского окружного суда, был объявлен в розыск, с требованием немедленного наложения судебного ареста на все его имущество.
Был женат на девице Аделаиде Алексеевне Кожуховой (7.06.1822—не ранее 1874), дочери урождённой княжны Анны Петровны Трубецкой (29.12.1793—29.03.1827) и действительного статского советника А. С. Кожухова (1786—09.05.1854), одного из видных участников Отечественной войны 1812, курского гражданского губернатора с 19.08.1818 по 15.01.1826 года, подозревавшегося в причастности к движению декабристов. Аделаида Шубинская была крестницей императора Александра I.
Девица А. А. Кожухова была соседкой Шубинских и родового их имения в сц. Калабриеве на р. Нерле: по купчей от 22.02.1837, совершенной во 2-м деп-те Московской гражданской палаты, Аделаида Кожухова совместно с родной сестрой — Еленой, девицы дочери действительного статского советника А. С. Кожухова, купили в общее владение за 30 000 руб. ассигн. недвижимое имение коллежского советника и кавалера Василия Васильевича Суровщикова, состоящее Тверской губ., Калязинского у., в с. Губине на р. Нерле, в коем, по 8-й ревизии — 1833, было всего 70 ревизских душ муж. пола, с женами их, детьми, со всей принадлежащей к ним землей и с мукомольной на р. Нерле мельницей, состоящей в общем владении с Владимирской губернии Переяславль-Залесского Никольского мужского м-ря братией, и всеми вообще угодьями, и с отхожими пустошами, состоящими в Калязинском у., именуемыми: Горки, Перхино, Лесково, Федосеево, Пестово, Железниково, Муровищи, Пустоха, Матчешкино, Перекоп и Борисово. Свою ½ часть имения в с. Губино коллежская секретарша А. А. Шубинская в 1847 продала, все без остатка, родной сестре — девице Елене Алексеевне Кожуховой.
С мужем А. А. Шубинская жила в С.-Петербурге и в 1860-х — нач. 1870-х служила воспитательницей (начальницей) соединенной Девичьей школы Императорского Человеколюбивого о-ва (ул. Торговая, д. 14) для девиц благородного звания. В этом же здании с 1862 разместилось Ивановское отделение для малолетних девиц ИЧО, преобразованного несколько раз, вследствие чего вдова А. А. Шубинская с 12.09.1871 служила начальницей с.-петербургского Ивановского девичьего училища при Коломенской женской гимназии Санкт-Петербурга, состоящего в ведении Человеколюбивого о-ва и находящегося под покровительством государыни цесаревны, великой княгини Марии Федоровны. С 1871 по 1879 годы в здании Ивановского девичьего уч-ща размещались также Мариинский ин-т для слепых девиц и бесплатная Элементарная школа для приходящих детей бедных родителей Коломны, в которой преподавали воспитанницы Девичьего уч-ща. В браке с девицей Аделаидой Кожуховой, которую, по непонятной причине, в современной библиографии отождествляют с её сестрой — Еленой, Н. Н. Шубинский имел дочь — Марию (29.08.1855—?), в замужестве Богданову.
- Шубинский Дмитрий Николаевич (2.01.1829 — 29.03.1897) — титулярный советник, калязинский помещик и земский деятель. Из тверских дворян, четвёртый из пяти сыновей директора Императорского Московского воспитательного дома, действительного статского советника Николая Петровича Шубинского и девицы Клавдии Николаевны Новосильцовой. Младший брат Николая и старший брат Сергея Шубинских. Поручитель жениха на свадьбе старшего брата Петра.

Рано оставшись без родителей, находился под попечением старшего брата — коллежского секретаря Николая. По разделу недвижимых имений родителей, в 1848 наследовал Калязинского у. Тверской губ. имение в сельце Скарятине, с деревнями Лесуновой, Соколовой и Тимониной, и пустошами Артемовой, Скорой, Поддубкой и Апаринской, в коем, по 8-й ревизии — 1833, было всего 109 ревизских душ муж. пола, с их женами и детьми, рождёнными после ревизии, с землей и прочими угодьями, оцененного в 7 630 руб. серебром. Воспитывался в 1-м московском кадетском корпусе, однако, курса не окончил; с 1850 служил писцом (канцеляристом) Тверской губернской комиссии народного продовольствия; из канцеляристов в 1852 произведён в чин коллежского регистратора и с 1852 по март 1854 служил попечителем запасных хлебных магазинов Калязинского у.; с июля 1854 по апрель 1855 служил приставом 2-го стана Калязинского у.; высочайшим приказом от 14.04.1855 г. № 71, по ведомству Мин-ва внутренних дел, из отставных коллежских регистраторов определён в службу приставом 1-го стана Калязинского у., с утверждением в должности с 1.06.1854 г.(!); со старшинством с 1.06.1857, произведён, за выслугу лет, в чин губернского секретаря; высочайшим указом от 5.06.1857 № 122, по Тверской губ., утвержден, по выборам дворянства, земским исправником Калязинского у., с увольнением от должности станового пристава; в том же — 1857, состоял опекуном над калязинским имением (с. Порфеньево с дер. Аталовой, Родионовой и Головенькиной, Горловина тож) умершей жены обер-провиантмейстера Евдокии Леонтьевны Зыковой; служил калязинским земским исправником с июня 1857 по январь 1863 года; со старшинством с 1.06.1860, произведён, за выслугу лет, в чин коллежского секретаря; со старшинством с 1.06.1863 произведён, за выслугу лет, в чин титулярного советника (уже после отставки); в 1865 от Съезда калязинских уездных землевладельцев избран гласным Калязинского уездного земского собрания; в 1866 вместе с тестем — коллежским асессором Николаем Петровичем Стромиловым, избран членом Калязинской земской комиссии для сбора и составления сведений о землях, и в ноябре того же — 1866, избран членом Калязинской земской управы; в декабре 1868 избран на 3-летие (с 1.01.1869 г.) заседателем Калязинской дворянской опеки; с 23.01.1869 избран членом Калязинского отдела Тверского местного управления о-ва попечения о раненых и больных войнах. Кавалер орд. Св. Анны 3-й ст. (14.06.1862), имел бронзовую медаль «В память войны 1853—1856» на Владимирской ленте. Был женат на девице Надежде Николаевне Стромиловой, по матери — внучки полковника Сергея Алексеевича Плохово. Брак бездетен.
- Шубинский Пётр Николаевич (1826―?) ― коллежский регистратор. Окончил полный курс Калязинского уездного училища; в службу вступил канцелярским чиновником, служащим 1-го разряда Тверского ДДС, с 17.08.1845; произведён в коллежские регистраторы с 17.08.1847; уволен от службы, по домашним обстоятельствам, с 15.06.1849; с 7.01.1853 первым браком был женат на вдове Маргарите Ивановне Негри, урождённой Педотти, невестке московского и с.-петербургского купца и антиквара И. К. Негри.